# جورج فالون
جورج فالون (بالإنجليزية: George Fallon)‏ هو لاعب كرة قاعدة أمريكي، ولد في 8 يوليو 1914 في جيرسي سيتي في الولايات المتحدة، وتوفي في 25 أكتوبر 1994 في ليك وورث في الولايات المتحدة.

## وصلات خارجية
- جورج فالون على موقع دوري كرة القاعدة الرئيسي (الإنجليزية)
- جورج فالون على موقعبيزبول رفرنس.كوم (الدوري الرئيسي) (الإنجليزية)
- جورج فالون على موقعبيزبول رفرنس.كوم (الدوري الثانوي) (الإنجليزية)
- جورج فالون على موقع جمعية أبحاث البيسبول الأمريكية (الإنجليزية)
- جورج فالون على موقع إي إس بي إن.كوم (أم.أل.بي) (الإنجليزية)
- جورج فالون على موقع مشجعي الرسوم البيانية (الإنجليزية)